# Karavget
Karavget (armeniska: Կարավգետ) är ett vattendrag i Armenien. Det ligger i provinsen Siunik, i den sydöstra delen av landet, 210 kilometer sydost om huvudstaden Jerevan.
Trakten runt Karavget består i huvudsak av gräsmarker. Runt Karavget är det ganska glesbefolkat, med 27 invånare per kvadratkilometer.